# Juliusz Żuławski
Juliusz Żuławski (7 tháng 10 năm 1910 tại Zakopane – 10 tháng 1 năm 1999 tại Warszawa) là một nhà thơ, nhà văn văn xuôi, nhà phê bình văn học và dịch giả Ba Lan. Ông là biên tập viên của Nowa Kultura (1950–1951), chủ tịch PEN Club Ba Lan (trong các năm 1978–1983 và 1988–1991), hội viên của Stowarzyszenie Pisarzy Polskich. Ông từng tham gia chiến đấu trong Chiến dịch Tháng 9 Ba Lan (1939).

## Đầu đời
Ông là con trai của Kazimiera Żuławska và Jerzy Żuławski.

## Sự nghiệp
Juliusz Żuławski bắt đầu sự nghiệp văn chương vào năm 1933 với bài thơ Marcin xuất bản trên tờ nguyệt san Droga.
Ông cũng sáng tác thơ trữ tình (Pole widzenia, 1948), văn xuôi tâm lý (Wyprawa o zmierzchu, 1936; Czas przeszły niedokonany, 1962), truyện tiểu sử (Byron nieupozowany, 1964). Các tác phẩm của ông cũng gồm các bản dịch của các bài thơ bằng tiếng Anh sang tiếng Ba Lan, trong đó có các tác phẩm thơ của Robert Browning. Ông là một trong ba biên tập viên của tuyển tập thơ Anh và Mỹ lớn nhất bằng tiếng Ba Lan, Poeci języka angielskiego được xuất bản thành 3 tập từ năm 1969 đến năm 1974.

## Tác phẩm nổi bật
- Wyprawa o zmierzchu (1936)
- Cień Alcybiadesa (Neubrandenburg, 1943)
- Skrzydło Dedala (1949)
- Czas przeszły niedokonany (1962)
- Pole widzenia (1948)
- Wiersze z notatnika (1957)
- Kartki z drogi (1975)
- Byron nieupozowany (1964)
- Wielka podróż Walta Whitmana (1971)
- Czas odzyskany (1982)
- Przydługa teraźniejszość (1992)